# Paul-Adrien Voinier
Paul-Adrien Voinier, francoski general, * 11. september 1880, † 12. januar 1940.